# مهدي كريم
مهدي كريم عجيل، من مواليد 10 ديسمبر 1983 بغداد في العراق، لاعب كرة قدم عراقي ويشغل حالياً منصب المدير الإداري للمنتخب العراقي .
ويلقبه جماهير المنتخب العراقي ب (البيب بيب) وذلك لسرعته أثناء استلامه الكرة على الخط الجانبي الأيمن للمنتخب الوطني العراقي.

## سيرته
بدأ مسيرته الكروية مع نادي النفط في عام 1999، ولعب معهم حتى عام 2002، وفي عام 2002 انتقل إلى نادي الطلبة، ولعب معهم حتى عام 2005، انتقل إلى نادي أبولون ليماسول القبرصي. ولعب معهم حتى عام أغسطس 2007 انتقل إلى نادي الأهلي طرابلس - ليبيا ولعب معهم حتى عام مايو 2008 انتقل إلى نادي الخور - قطر ولعب معهم حتى عام أغسطس 2009 ويلعب الآن مع نادي نادي أربيل العراقي
وقد بدا اللعب مع المنتخب العراقي في 2007 وكان ضمن الفريق الفائز في كاس اسيا 2007 التي اقيمت في أربعة دول هي ماليزيا وفيتنام وتايلاند واندونيسيا.

## انجازاته
لعب مهدي كريم في ثلاث قارات هي اسيا وأفريقيا وأوروبا، وحقق مهدي كريم خلال مسيرته بعض البطولات والانجازات اهمها:
1. كاس اسيا 2007
2. كاس العراق 2002
3. كاس بغداد 2002
4. كاس المثابرة 2001 و2002
5. الدوري العراقي 2002 و2009 و2012
6. كاس قبرص 2006
7. الدوري القبرصي 2006
8. كاس الابطال القبرصية (كاس السوبر) 2005
9. المشاركة في الألعاب الأولمبية 2004
10. المركز الرابع في الألعاب الأولمبية 2004
11. كاس اسيا للشباب 2000
12. المشاركة في كاس العالم للشباب 2001
13. شارك في كاس اسيا 2004 و2007 و2011
14. ضمن تشكيلة نجوم كاس اسيا 2007
15. ضمن تشكيلة اسيا 2007 و2004
16. ضمن تشكيلة الدوري العراقي 2009 و2002 و2003 و2004 و2005
17. العاب غرب اسيا 2005
18. كاس غرب اسيا 2002
19. شارك في كاس غرب اسيا 2002 و2004 و2007 و2010
20. ضمن تشكيلة كاس اسيا للشباب 2000

## مشاركاته
يعتبر أفضل لاعب ظهير أيمن في تاريخ الكرة العراقية:
1. وصيف كاس الاتحاد الاسيوي 2012
2. شارك في دوري ابطال اسيا 2003
3. شارك في كاس الاتحاد الاوربي 2005
4. شارك في دوري ابطال أوروبا 2006
5. شارك في دوري ابطال أفريقيا 2008
6. وصيف الدوري العراقي 2011
7. رابع الدوري العراقي 2010
8. وصيف كاس الأمير القطري 2009
9. شارك في كاس العرب 2012
10. المركز ثالث في كاس العرب 2012

## وصلات خارجية
- مهدي كريم على موقع الاتحاد الدولي (مؤرشف)  (الإنجليزية)
- مهدي كريم على موقع قاعدة بيانات كرة القدم.إي يو (الإنجليزية)
- مهدي كريم على موقع ناشيونال فوتبول تيمز (الإنجليزية)
- مهدي كريم على موقع عالم كرة القدم.نت (الإنجليزية)
- مهدي كريم على موقع كووورة
- مهدي كريم على موقع أوليمبيديا (الإنجليزية)
- Profile on Iraqsport